# Pterostyrax corymbosus
Pterostyrax corymbosus är en storaxväxtart som beskrevs av Philipp Franz von Siebold och Zucc. Pterostyrax corymbosus ingår i släktet Pterostyrax och familjen storaxväxter. Inga underarter finns listade i Catalogue of Life.

## Bildgalleri

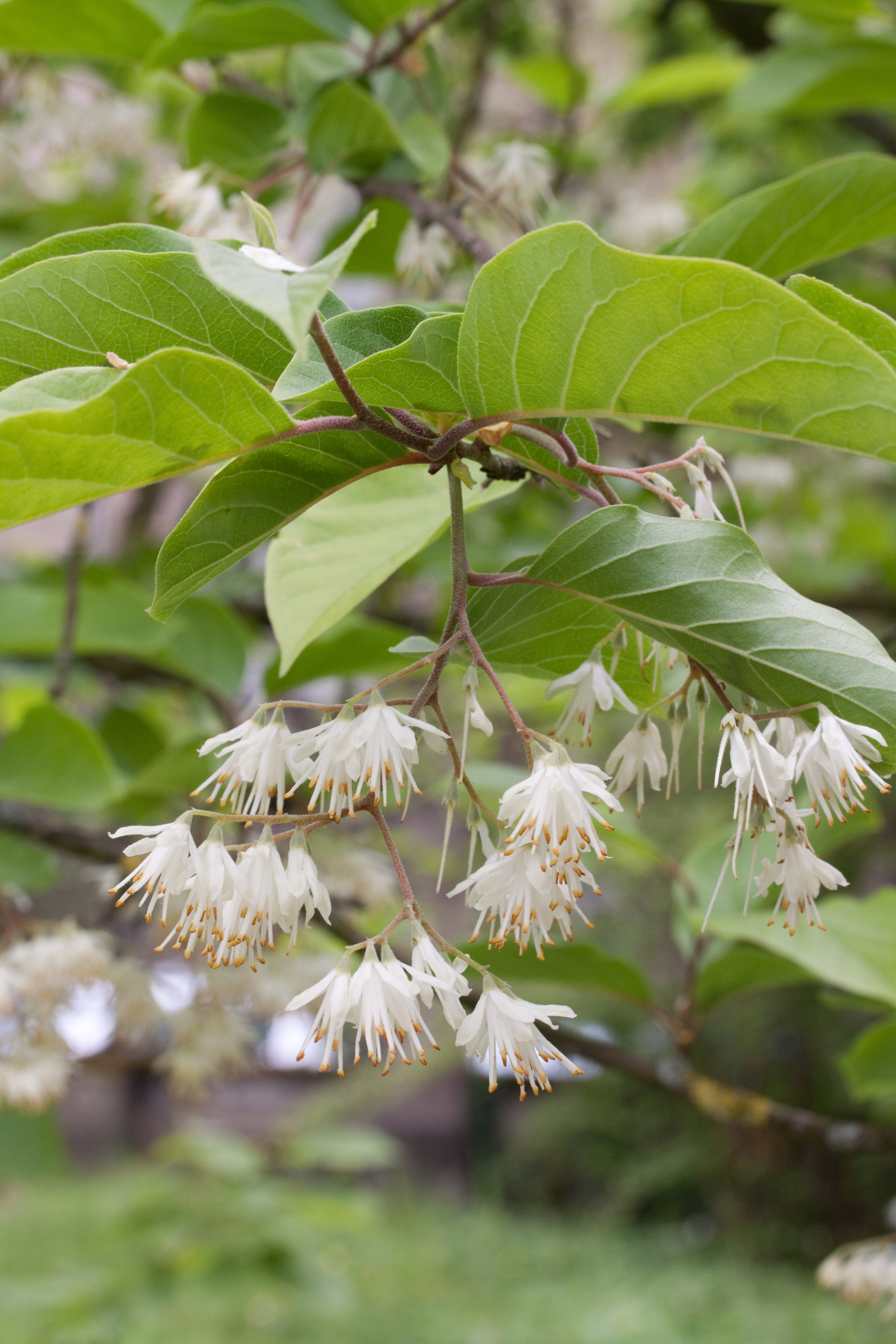
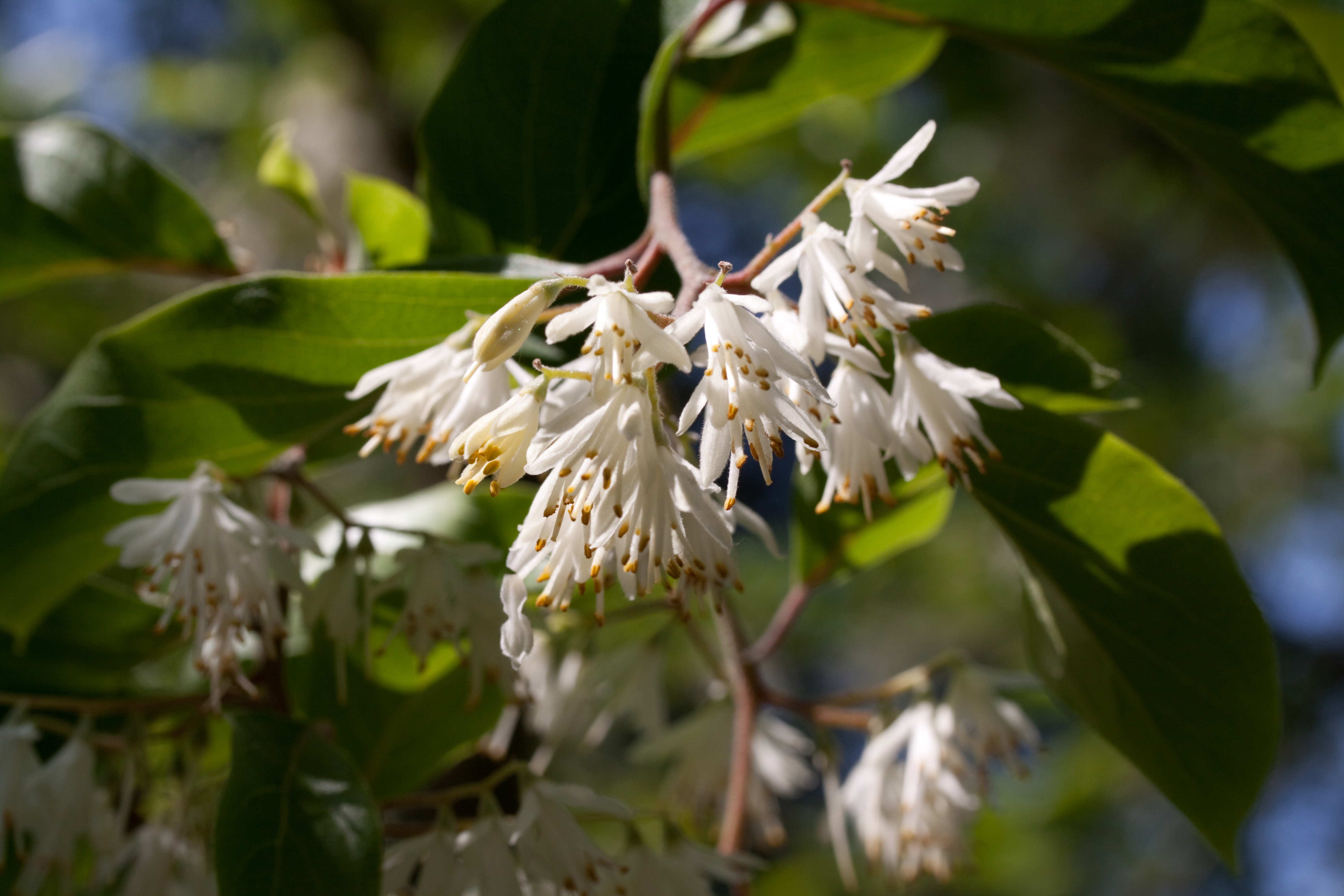
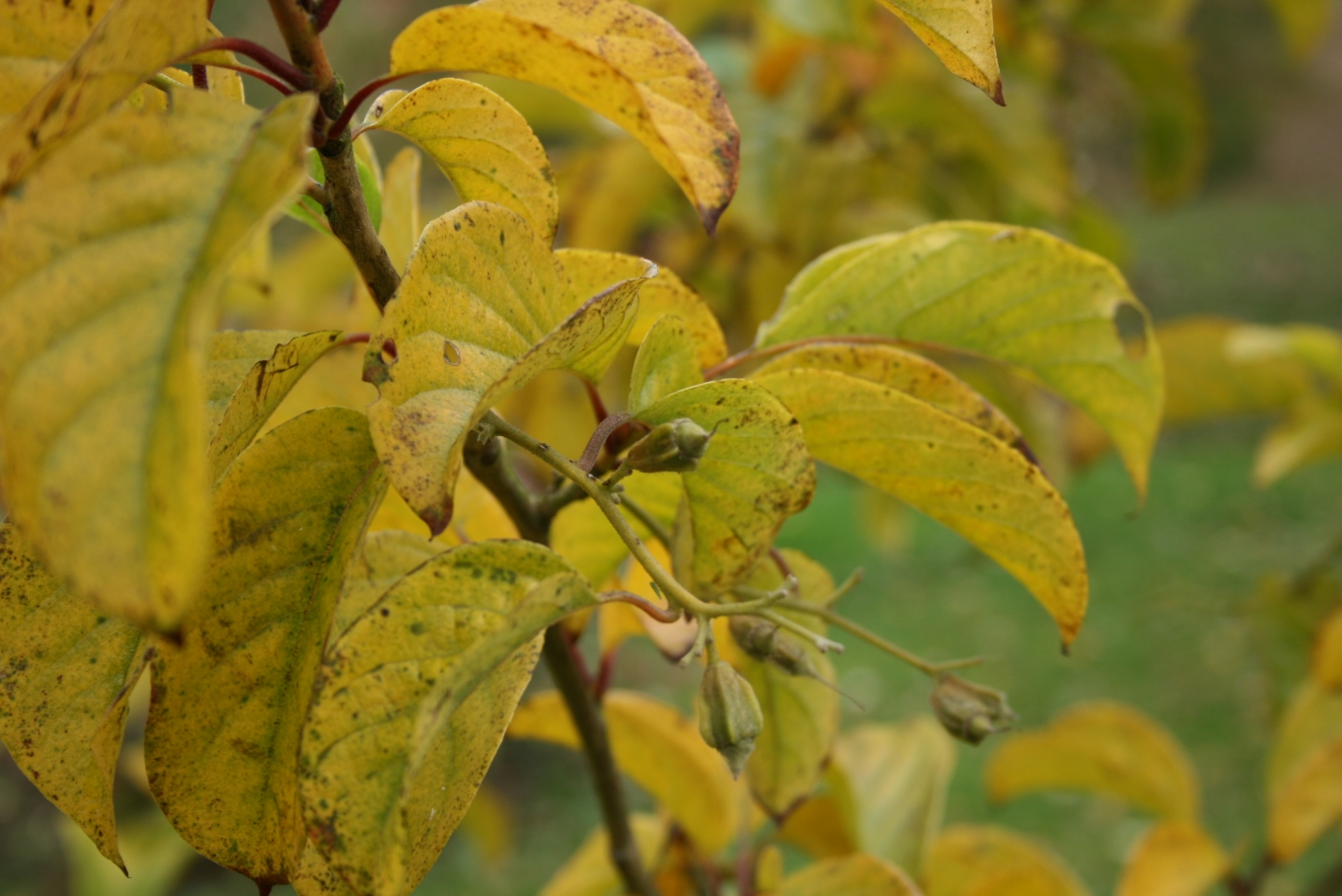
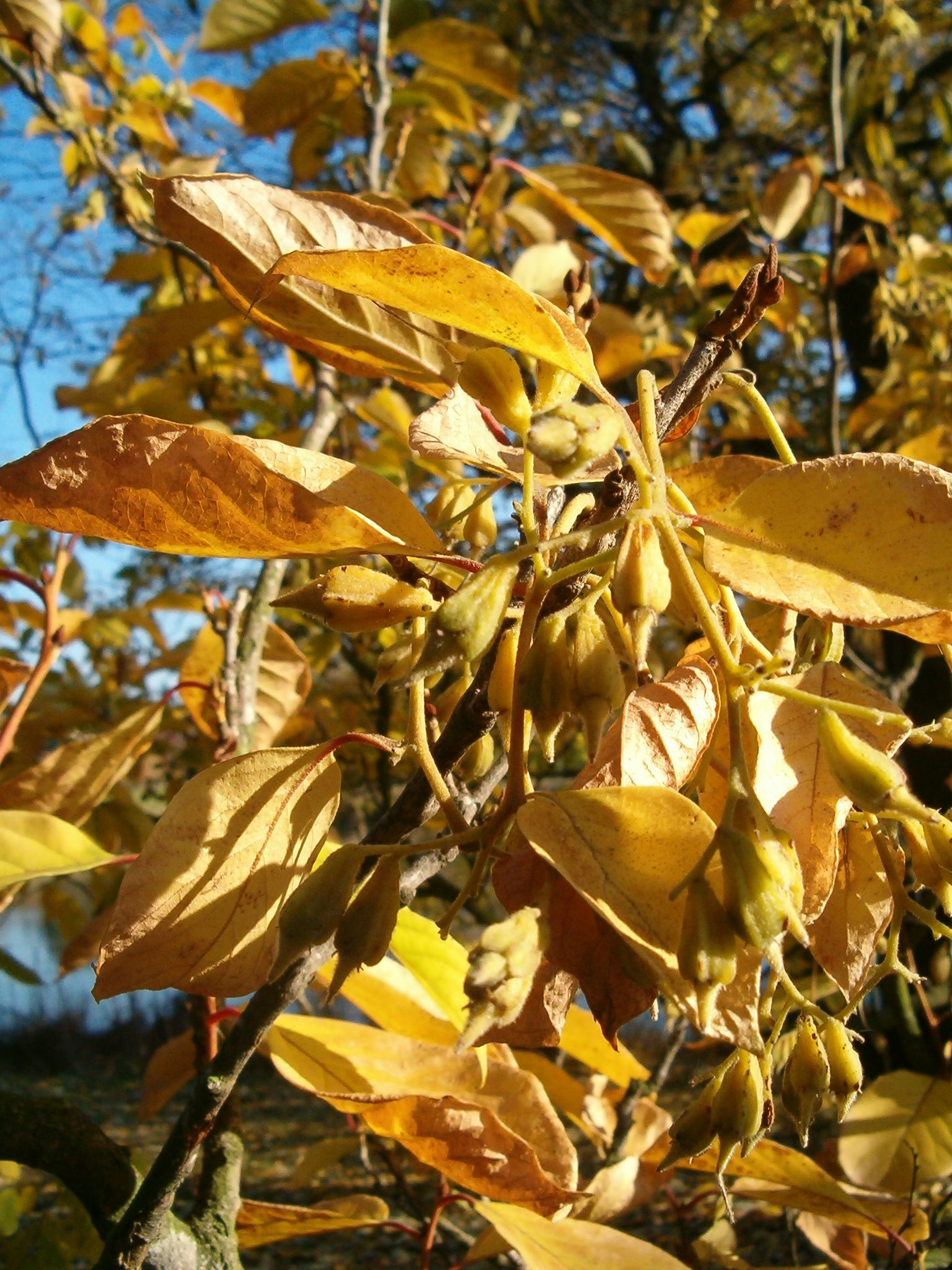
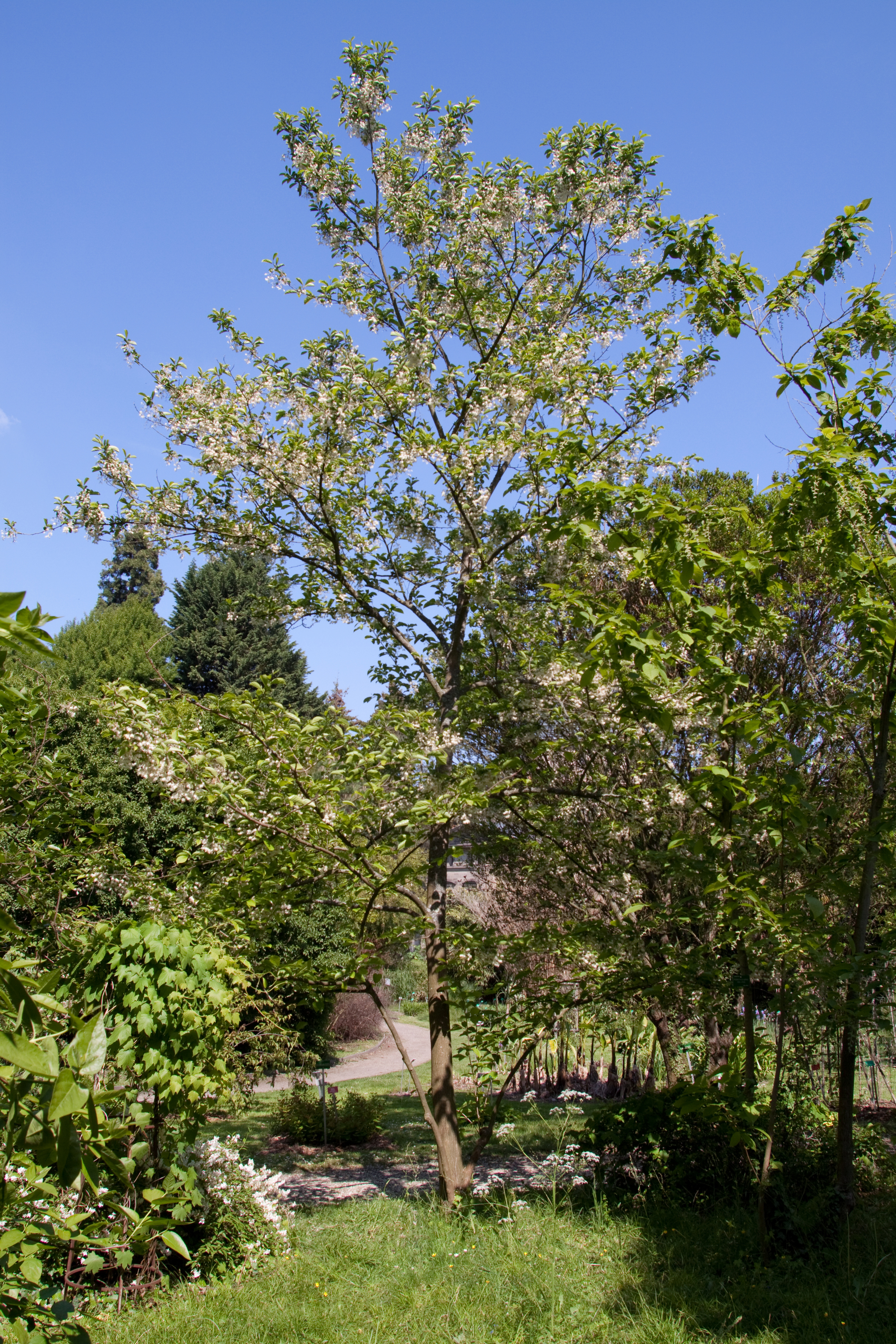
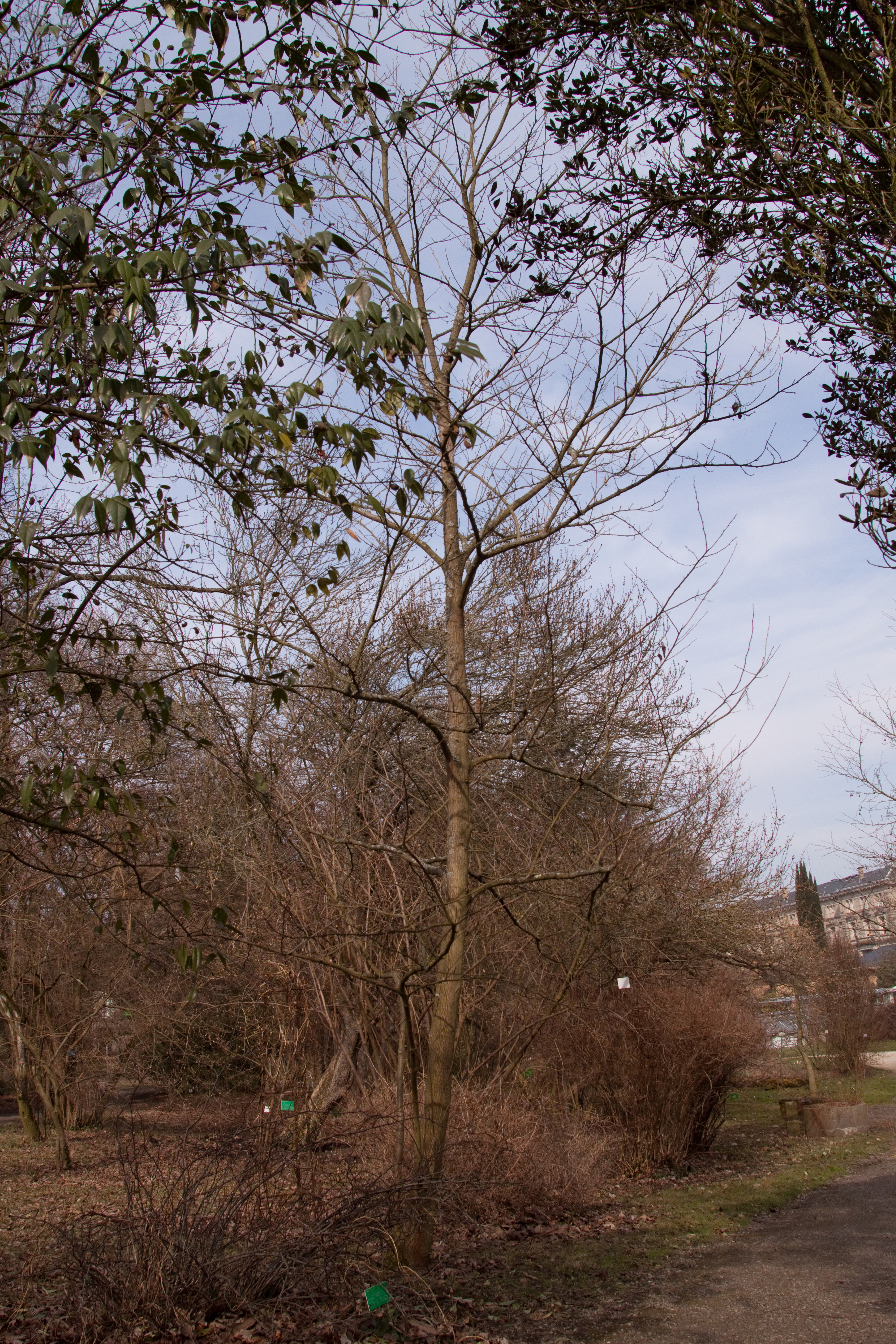